# Tonnay-Boutonne
Tonnay-Boutonne ist eine französische Gemeinde mit 1.190 Einwohnern (Stand: 1. Januar 2022) im Département Charente-Maritime in der Region Nouvelle-Aquitaine (vor 2016: Poitou-Charentes); sie gehört zum Arrondissement Saint-Jean-d’Angély und zum Kanton Saint-Jean-d’Angély. Die Einwohner werden Boutonnais und Boutonnaises genannt.

## Geographie
Tonnay-Boutonne liegt etwa 25 Kilometer nordnordwestlich von Saintes am Fluss Boutonne in der Saintonge. Umgeben wird Tonnay-Boutonne von den Nachbargemeinden Saint-Crépin im Nordwesten und Norden, Annezay im Norden, Saint-Loup im Norden und Nordosten, Chantemerle-sur-la-Soie und Torxé im Osten, Les Nouillers im Südosten, Archingeay im Süden, Puy-du-Lac im Süden und Südwesten, Saint-Coutant-le-Grand im Südwesten und Westen sowie Moragne im Westen.

## Bevölkerungsentwicklung
| Jahr                       | 1962 | 1968 | 1975 | 1982 | 1990 | 1999 | 2006 | 2019 |
| Einwohner                  | 1051 | 1036 | 1072 | 1053 | 1088 | 1126 | 1137 | 1170 |
| Quellen: Cassini und INSEE |      |      |      |      |      |      |      |      |

## Sehenswürdigkeiten
- Kirche Saint-Martin
- Tor Saint-Pierre der ehemaligen Befestigung aus dem 14. Jahrhundert, seit 1928 als Monument historique eingeschrieben
- Schleuse Houmeau

Siehe auch: Liste der Monuments historiques in Tonnay-Boutonne

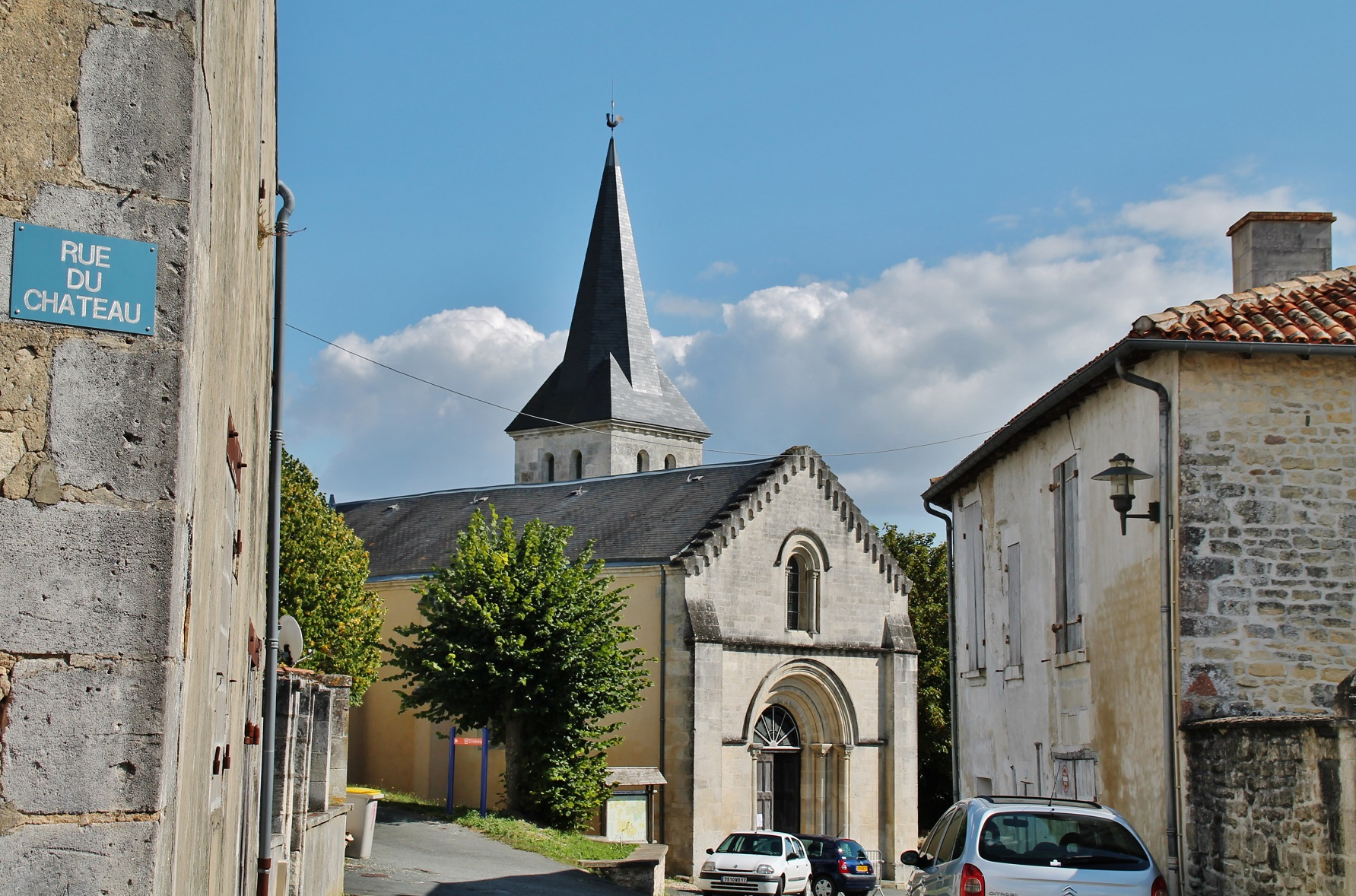
Kirche Saint-Martin
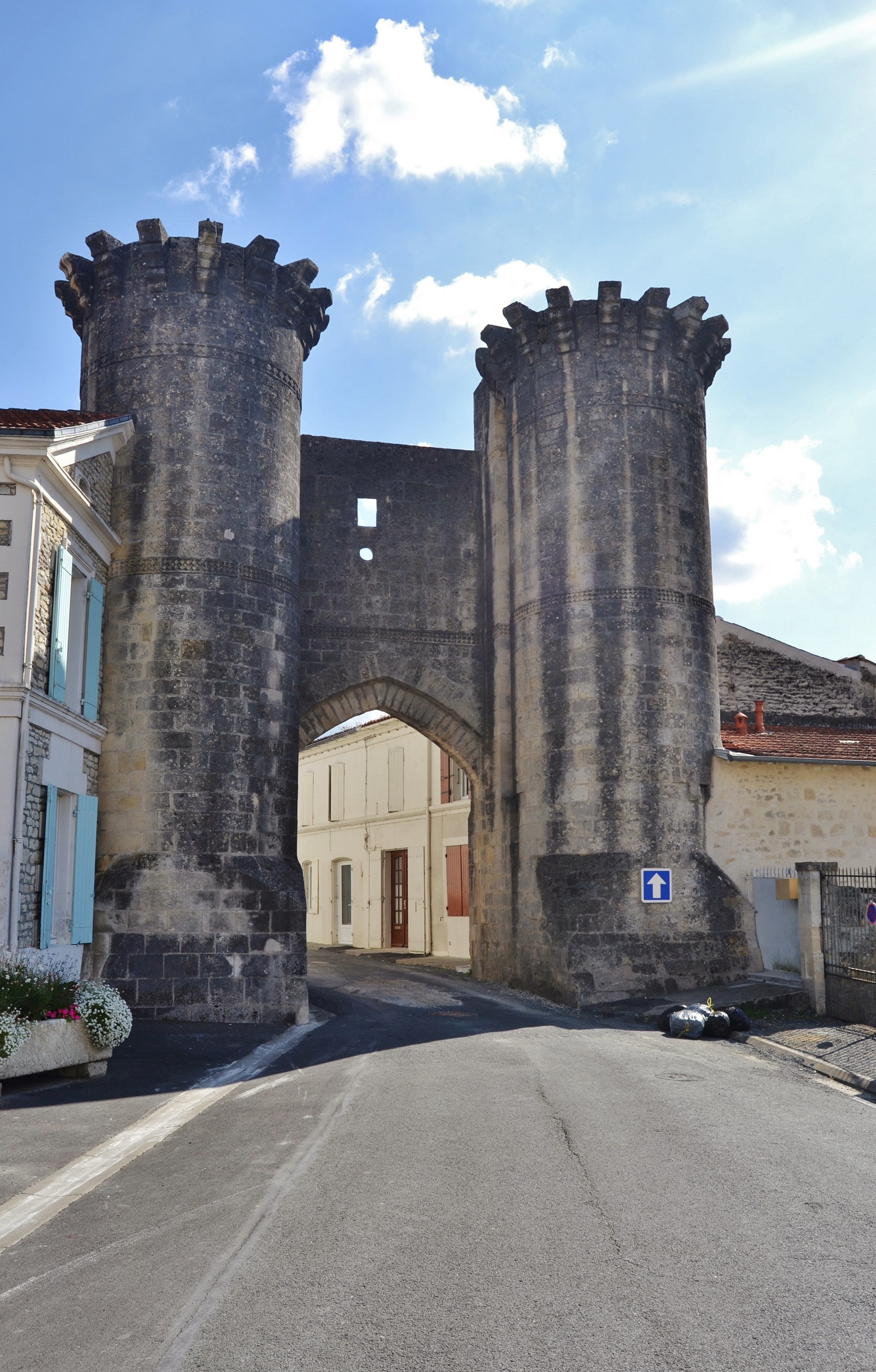
Tor Saint-Pierre